# Celestino Aós Braco
Celestino Aós Braco O.F.M. Cap. (6 de abril de 1945) é um frei, psicólogo, teólogo, filósofo e cardeal da Igreja Católica navarro, atual arcebispo emérito de Santiago do Chile.

## Biografia
Nasceu no concelho navarro de Artaiz, no município de Unciti em 6 de abril de 1945.
Estudou Filosofia em Saragoça e Teologia em Pamplona. Entrou então na Universidade de Saragoça, mas formou-se em Psicologia pela Universidade de Barcelona e ao terminar o ensino superior, ingressou na Ordem dos Frades Menores Capuchinhos, na qual fez os votos de Franciscano Capuchinho em Sangüesa, em 1964 e os temporários em 1967, em Pamplona. Lá foi finalmente ordenado presbítero em 30 de março de 1968, por Dom Ignacio Gregorio Larrañaga Lasa, OFM. Cap., Bispo de Pingliang.
Algum tempo depois da ordenação, trabalhou como professor e como vigário de Tudela e Saragoça.
Em 1983 foi enviado por sua ordem ao Chile, onde atuou como Vigário da Paróquia Longaví, Superior da Comunidade de Los Angeles, Pároco da Paróquia San Miguel de Viña del Mar, Pároco da Região Recreo, Vigário Episcopal para a Vida Consagrada da Diocese de Valparaíso e em 2008 foi Vigário de San Francisco de Asís em Los Angeles. Além disso, também foi Ecônomo Provincial dos Capuchinhos do Chile, Promotor de Justiça do Tribunal Eclesiástico de Valparaíso, Juiz do Tribunal da Arquidiocese de Santísima Concepción e Tesoureiro da Associação Chilena de Direito Canônico.
Em 25 de julho de 2014, foi nomeado Bispo da Diocese de Copiapó pelo Papa Francisco, recebendo a consagração episcopal na Catedral de Copiapó, em 18 de outubro do mesmo ano, tendo como consagrador Dom Ivo Scapolo, arcebispo-titular de Tagaste e núncio apostólico no Chile, e seus co-consagradores foram Dom Gaspar Francisco Quintana Jorquera, C.M.F., bispo-emérito de Copiapó e Dom Pablo Lizama Riquelme, arcebispo de Antofagasta.
Em 23 de março de 2019, o Papa Francisco o nomeou administrador apostólico sede vacante et ad nutum Sanctæ Sedis da Arquidiocese de Santiago do Chile, após a saída do Arcebispo Ricardo Ezzati Andrello, acusado em uma investigação em larga escala de abusos sexuais que envolveu toda a hierarquia eclesiástica chilena, levando à sua renúncia em massa.Por isso também assumiu como pró-grão-chanceler da Pontifícia Universidade Católica do Chile. Em 27 de dezembro de 2019, o Papa o nomeou arcebispo da mesma Sé, dando entrada solene em 11 de janeiro de 2020.
Em 25 de outubro de 2020, o Papa Francisco anunciou a sua criação como cardeal no consistório programado para 28 de novembro de 2020. Recebeu o anel cardinalício, o barrete vermelho e o título de cardeal-presbítero de Santos Nereu e Aquileu. Em 16 de dezembro de 2020, o Papa o nomeou membro da Pontifícia Comissão para a América Latina. Em 29 de setembro de 2021, foi nomeado como membro da Congregação para a Educação Católica. Em 1 de junho de 2022, o Papa Francisco o nomeou como membro da Congregação para o Culto Divino e Disciplina dos Sacramentos.
Em 25 de outubro de 2023, teve sua renúncia aceita pelo Papa Francisco.